# Malik Tillman
Malik Leon Tillman (ur. 28 maja 2002 w Norymberdze) – amerykański piłkarz niemieckiego pochodzenia występujący na pozycji ofensywnego lub środkowego pomocnika w w niemieckim klubie Bayer 04 Leverkusen oraz w reprezentacji Stanów Zjednoczonych. Wychowanek Greuther Fürth. Młodzieżowy reprezentant Niemiec.
Jego starszy brat Timothy Tillman również jest piłkarzem.